# Reichsbahn SG Dessau
Die Reichsbahn SG Dessau war ein Sportverein im deutschen Reich mit Sitz im heutigen Stadtteil Dessau der kreisfreien Stadt Dessau-Roßlau in Sachsen-Anhalt.

## Geschichte
Die frühsten Aufzeichnungen weisen auf die Existenz des Vereins vor Oktober 1943 hin, welche zu dieser Zeit auch eine Leichtathletik-Abteilung gehabt haben muss. Die Fußball-Mannschaft wurde zur Saison 1944/45 in die Gauliga Mitte eingegliedert, dort wiederum dann in den Bezirk Anhalt. Über ausgetragene Spiele in dieser Saison ist nichts mehr bekannt. Diese wurde aufgrund des fortschreitenden Zweiten Weltkriegs jedenfalls nicht mehr zu Ende gespielt. Nach dem Ende des Krieges wurde der Verein dann auch aufgelöst.